# برونو فارياس
برونو فارياس (بالبرتغالية: Bruno Candido Farias‏) هو لاعب كرة قدم برازيلي في مركز الوسط، ولد في 20 نوفمبر 1987 في Junqueirópolis ‏ في البرازيل. لعب مع نادي بالميراس.

## وصلات خارجية
- الموقع الرسمي
- برونو فارياس على موقع قاعدة بيانات كرة القدم.إي يو (الإنجليزية)
- برونو فارياس على موقع Soccerway.com (الإنجليزية)